# Coteaux champenois

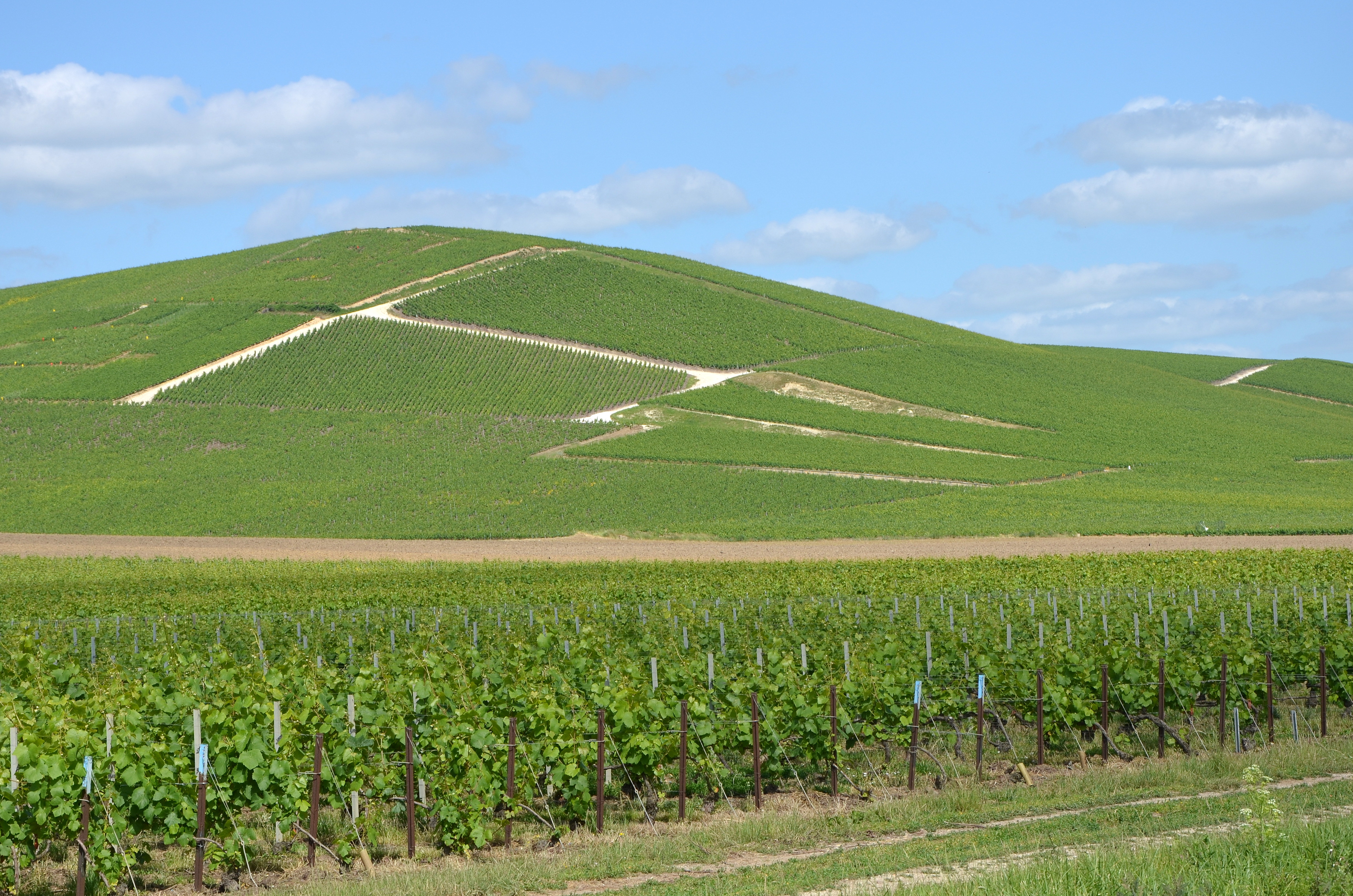
wijngaarden met Coteaux champenois

Coteaux champenois is een Appellation d'Origine Contrôlée van de champagne. Hier gaat het om stille rode wijnen die in de Champagne worden gefabriceerd en kunnen worden gebruikt voor het aanvullen van de altijd witte champagne om zo een roséchampagne te kunnen maken.